# 響 (初代神風型駆逐艦)
|          |                                                                                  |
| 艦歴     |                                                                                  |
| 計画     | 明治37年度臨時軍事費                                                             |
| 起工     | 1905年9月28日                                                                    |
| 進水     | 1906年3月31日                                                                    |
| 就役     | 1906年9月6日                                                                     |
| その後   | 1912年8月28日三等駆逐艦 1924年12月1日掃海艇編入 1928年7月6日廃駆逐艦第11号と仮称 |
| 除籍     | 1928年4月1日                                                                     |
| 廃船     | 1928年10月12日認許                                                               |
| 売却     | 1930年2月13日                                                                    |
| 性能諸元 |                                                                                  |
| 排水量   | 常備：381t 満載：450t                                                            |
| 全長     | 69.2メートル                                                                     |
| 全幅     | 6.6メートル                                                                      |
| 吃水     | 1.8メートル                                                                      |
| 機関     | レシプロエンジン2基2軸、6,000hp                                                  |
| 最大速力 | 29ノット                                                                         |
| 航続距離 | 11ノット/850カイリ                                                               |
| 乗員     | 70人                                                                             |
| 兵装     | 80mm（40口径）単装砲 2門 80mm（28口径）単装砲 4門 450mm魚雷発射管 2門            |

響（ひびき）は、大日本帝国海軍の駆逐艦で、神風型駆逐艦 (初代)の21番艦である。同名艦に吹雪型駆逐艦（「特III型、暁型」）の「響」があるため、こちらは「響 (初代)」や「響I」などと表記される。

## 艦歴
1905年（明治38年）2月15日命名（製造番号第21号）。同年9月28日、横須賀海軍工廠で起工。1906年（明治39年）3月3日、進水。同年4月1日、駆逐艦に類別。同年9月6日、竣工。
第一次世界大戦では、シンガポール方面の警備に従事。シベリア出兵時には沿海州の沿岸警備を行った。
1924年（大正13年）12月1日、掃海艇に編入。1928年（昭和3年）4月1日、除籍。同年7月6日、廃駆逐艦第11号と仮称。老朽化が進んでおり、10月12日附で廃船認許。1930年（昭和5年）2月13日、売却。

## 艦長
※『日本海軍史』第9巻・第10巻の「将官履歴」及び『官報』に基づく。
駆逐艦長
- （兼）粟屋雅三 大尉：1906年7月16日 - 8月30日
- 長沢直太郎 大尉：1906年8月30日 - 1908年2月29日
- 角田貫三 大尉：1908年2月29日 - 7月31日
- 末次綱吉 大尉：1908年7月31日 - 1909年9月1日
- 志和為於菟 大尉：1909年9月1日 - 12月1日
- （兼）鈴木八百蔵 大尉：1909年12月1日 - 1910年12月1日
- 浜田綴喜 大尉：1910年12月1日 - 1911年8月10日
- 福岡成一 大尉：1911年8月10日 - 12月27日
- 小沢潔 大尉：1911年12月27日 - 1912年12月1日
- （兼）原完二 少佐：1912年12月1日 - 12月20日
- 堀江平弥 大尉：1912年12月20日 - 1913年8月2日
- 本宿直次郎 大尉：1913年8月2日 - 1914年12月1日
- 村田英男 大尉：不詳 - 1916年2月17日
- 公家種次 大尉：1916年2月17日 - 8月1日
- （兼）御堀伝造 少佐：1916年8月1日 - 12月1日
- 山田松次郎 大尉：1916年12月1日 - 1917年12月1日[9]
- 松田鹿三 大尉：1917年12月1日[9] - 1919年12月1日[10]
- 原田文一 少佐：1919年12月1日[10] - 1920年3月15日[11]
- 関禎 大尉：1920年3月15日 - 1920年12月1日
- 原顕三郎 大尉：1920年12月1日 - 1921年12月1日
- 古瀬倉蔵 大尉：1921年12月1日[12] - 1923年12月1日[13]
- 大森仙太郎 大尉：1923年12月1日 - 1924年6月3日
- 板垣盛 大尉：1924年6月3日 - 1924年12月1日

掃海艇長
- 崎山釈夫 大尉：1924年12月1日 - 1925年12月1日
- 小島斉志 大尉：1925年12月1日 - 1926年12月1日